# بار معلق

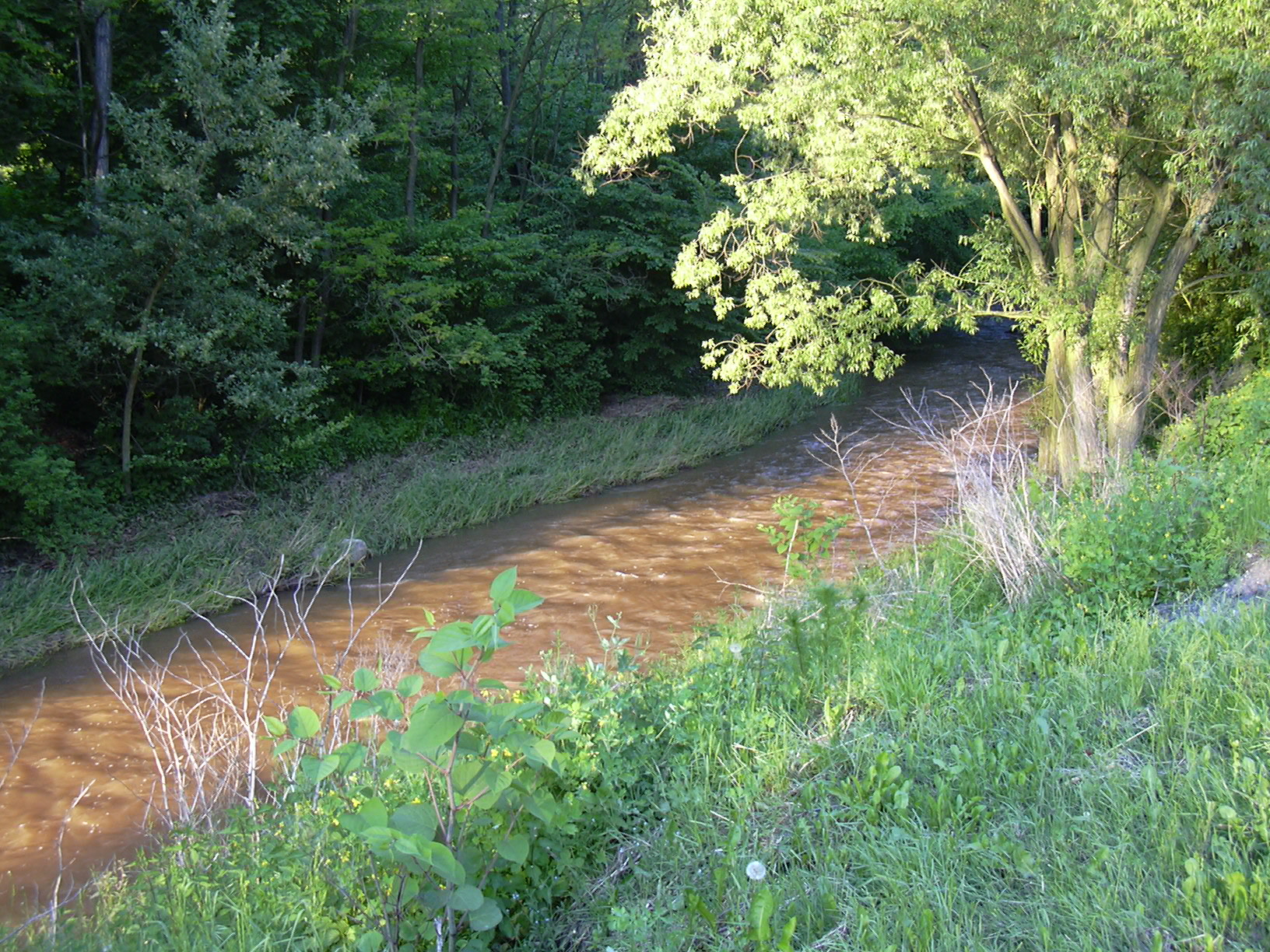
جابجایی رسوب

بار معلق (به انگلیسی: Suspended load)، یک جریان سیال، مانند یک رودخانه، بخشی از رسوب آن است که توسط جریان سیال در فرایند انتقال رسوب بالا می‌رود. در اثر آشفتگی سیال معلق نگه داشته می‌شود. بار معلق عموماً از ذرات کوچک‌تری مانند خاک رس، سیلت و ماسه‌های ریز تشکیل شده‌است.
بار معلق یکی از سه لایه سیستم انتقال رسوب رودخانه‌ای است. بار بستر از رسوب بزرگ‌تری تشکیل شده‌است که توسط نمک‌زنی، غلتش و کشیدن روی بستر رودخانه منتقل می‌شود. بار معلق لایه میانی است که از رسوب کوچک‌تر معلق تشکیل شده‌است. بار شستشو بالاترین لایه است که از کوچک‌ترین رسوبی تشکیل شده‌است که با چشم غیرمسلح قابل دیدن است. با این حال، بار شستشو در طول حمل و نقل به دلیل فرایند بسیار مشابه، به آسانی با بار معلق مخلوط می‌شود. بار شستشو هرگز حتی بیرون از جریان روی بستر نمی‌رسد.